# Ли Чхон Су
Ли Чхон Су (кор. 이천수; 9 июля 1981, Инчхон, Республика Корея) — южнокорейский футболист, выступал на позиции нападающего и крайнего полузащитника. Играл на Чемпионатах мира 2002 и 2006 года и на летних Олимпийских играх 2000 и 2004 года.

## Карьера
5 апреля 2000 года, в своём первом матче за национальную сборную, забил гол в ворота лаосцев. В 2001 году окончил университет и стал игроком «Ульсан Хёндэ».
В 2002 году был признан молодым игроком года Азиатской конфедерации футбола и опубликовал скандально известную книгу, в которой раскритиковал игроков корейской сборной и тренера Гуса Хиддинка. Согласно испанской газете El País, в Корее Ли стал «идолом» и «игроком СМИ» в стиле Бекхэма.
В июле 2003 года подписал двухлетний контракт с «Реал Сосьедад». Однако игра в Испании ему не удалась: Ли не забил ни одного гола ни за «Реал Сосьедад», ни за «Нумансию», куда он перешёл по аренде.
В 2005 году Ли вернулся в «Ульсан Хёндэ» и снова достиг успеха, отличаясь удивительной точностью ударов с 20—30 метров. Он был признан самым ценным игроком К-лиги за 2005 год.
На Чемпионате мира 2006 года — автор одного из трёх голов, забитых корейской сборной.
В 2007 году Ли, несмотря на предложение «Фулхэма», подписал четырёхлетний контракт с голландским «Фейеноордом». Однако его игра в Нидерландах не соответствовала ожиданиям, и в 2008 году «Фейеноорд» попытался избавиться от корейского нападающего, предложив его «Чонбук Хёндэ Моторс». В конце концов, Ли по аренде перешёл в «Сувон Самсунг Блюуингз», а в 2009 году, по субаренде в «Чоннам Дрэгонз».
Всего через несколько месяцев, в июле 2009 года Ли подписал однолетний контракт с эр-риядовском «Аль-Наср» и потерял право возвращаться в К-лигу. «Аль-Наср» остался недоволен игрой Ли; в апреле 2010 года он был освобождён от контракта с арабским клубом.

## Голы за сборную
| №  | Дата             | Место проведения | Оппонент  | Счёт  | Результат | Соревнование                                       |
| -- | ---------------- | ---------------- | --------- | ----- | --------- | -------------------------------------------------- |
| 1  | 5 апреля 2000    | Сеул             | Лаос      | 1 гол | 9—0       | Кубок Азии по футболу 2000 (отборочный турнир)     |
| 2  | 7 апреля 2000    | Сеул             | Монголия  | 1 гол | 6—0       | Кубок Азии по футболу 2000 (отборочный турнир)     |
| 3  | 13 сентября 2001 | Тэджон           | Нигерия   | 1 гол | 2—2       | Товарищеский матч                                  |
| 4  | 16 мая 2002      | Пусан            | Шотландия | 1 гол | 4—1       | Товарищеский матч                                  |
| 5  | 8 сентября 2004  | Хошимин          | Вьетнам   | 1 гол | 2—1       | Чемпионат мира по футболу 2006 (отборочный турнир) |
| 6  | 29 января 2006   | Гонконг          | Хорватия  | 1 гол | 2—0       | Кубок Карлсберг 2006                               |
| 7  | 22 февраля 2006  | Алеппо           | Сирия     | 1 гол | 2—1       | Кубок Азии по футболу 2007 (отборочный турнир)     |
| 8  | 13 июня 2006     | Франкфурт        | Того      | 1 гол | 2—1       | Чемпионат мира по футболу 2006                     |
| 9  | 6 февраля 2007   | Лондон           | Греция    | 1 гол | 1—0       | Товарищеский матч                                  |
| 10 | 29 июня 2007     | Согвипхо         | Ирак      | 1 гол | 3—0       | Товарищеский матч                                  |

## Государственные награды
- Орден «За спортивные заслуги» 2 класса Республики Корея — орден Отважного тигра (2 июля 2002)[15]